# Limnephilus doderoi
Limnephilus doderoi là một loài Trichoptera trong họ Limnephilidae. Chúng phân bố ở miền Cổ bắc.